# Ottorino Sartor
Ottorino Sartor, de son nom complet Scipioni Ottorino Sartor Espinoza, né le 18 septembre 1945 à Chancay au Pérou et mort dans la même ville le 2 juin 2021, est un footballeur international péruvien, qui évoluait au poste de gardien de but.

## Biographie

### Carrière en sélection
International péruvien, Ottorino Sartor joue 27 matchs (pour 33 buts encaissés) entre 1966 et 1979. Il figure notamment dans le groupe des sélectionnés lors de la Coupe du monde de 1978, organisée en Argentine, sans jouer de matchs lors de cette compétition. En revanche, il est le titulaire indiscutable lors de la Copa América de 1975 remportée par le Pérou (neuf matchs disputés).

### Décès
Interné à l'hôpital de Chancay, Ottorino Sator y décède le 2 juin 2021.

## Palmarès
| Defensor Arica - Championnat du Pérou D2 (1) : - Champion : 1964. |  | Pérou - Copa América (1) : - Vainqueur : 1975. |